# Itumeleng Khune
Itumeleng Isaac Khune (Ventersdorp, 20. lipnja 1987.) je južnoafrički nogometni vratar.
Trenutačno nastupa za najveći i najpopularniji južnoafrički klub Kaizer Chiefs. Za južnoafričku reprezentaciju upisao je preko 70 nastupa.

## Vanjske poveznice
- Igračeva karijera